# St. Stephanus (Enzelhausen)

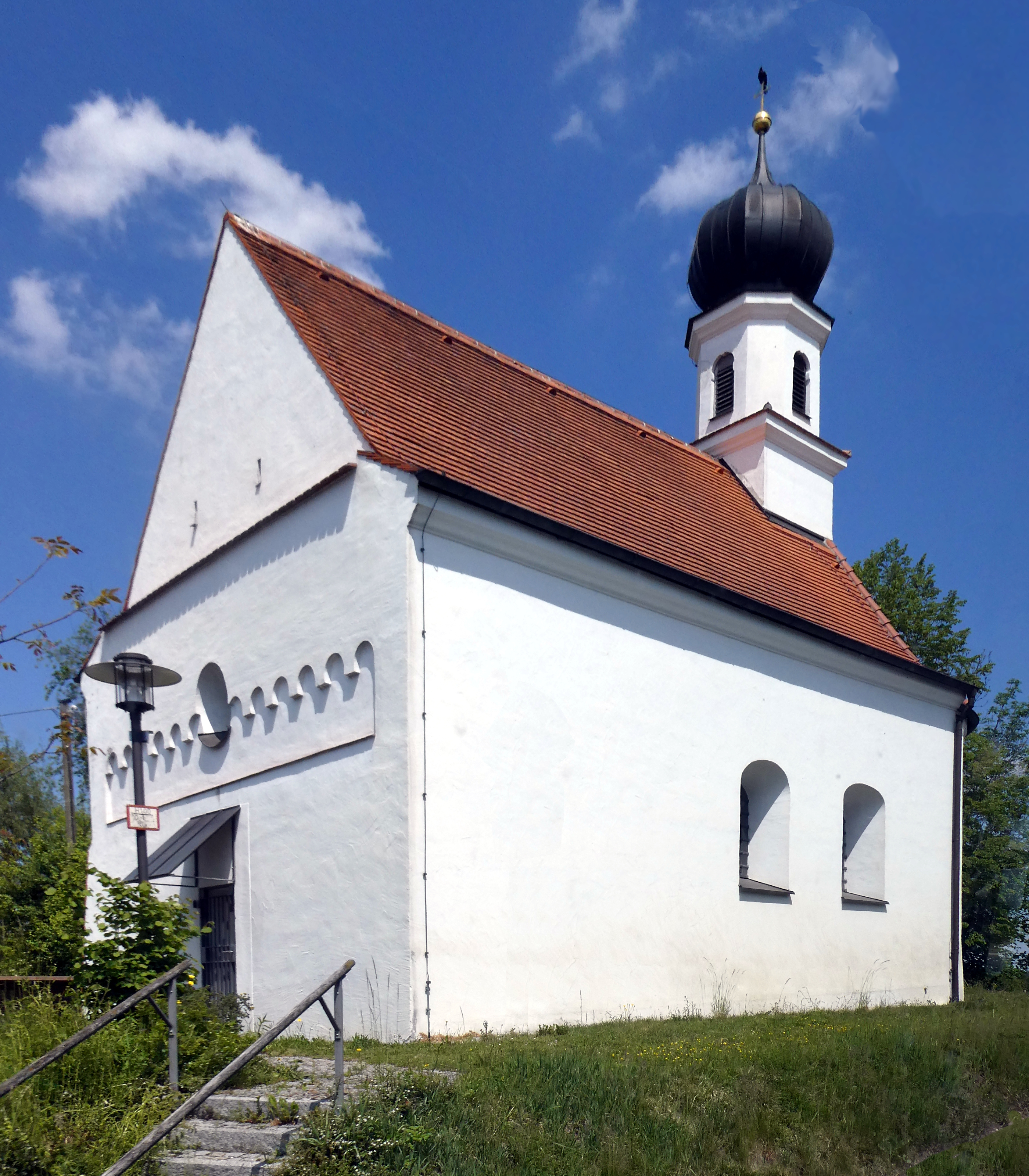
St. Stephanus in Enzelhausen

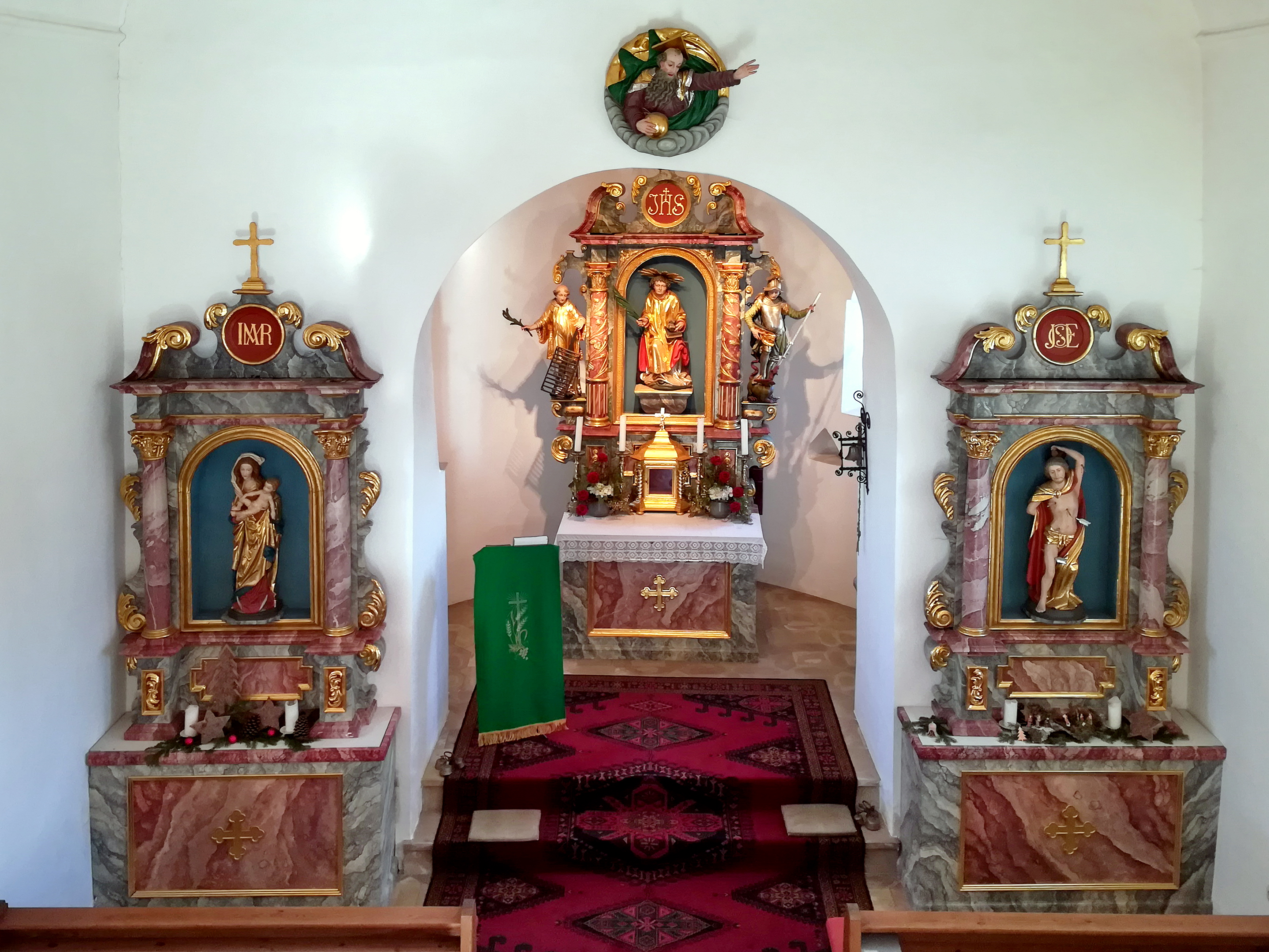
Innenansicht mit Altären

Die römisch-katholische Filialkirche St. Stephanus, auch als Schimmelkapelle benannt, steht in Enzelhausen, einem Gemeindeteil von Rudelzhausen im oberbayerischen Landkreis Freising. Das Bauwerk ist in der Liste der Baudenkmäler in Rudelzhausen als Baudenkmal unter der Nr. D-1-78-122-6 eingetragen. Die Kirche gehört zum Dekanat Geisenfeld-Pförring im Bistum Regensburg.

## Beschreibung
Die spätromanische Saalkirche besteht aus einem Langhaus und einem eingezogenen, dreiseitig geschlossenen Chor im Nordosten. Der im Bereich des Chorbogens auf dem Satteldach des Langhauses stehende barocke Dachreiter auf quadratischem Grundriss enthält in seinem oberen achteckigen Geschoss den Glockenstuhl und ist mit einer Zwiebelhaube bedeckt. 
Der Hochaltar vom Ende des 15. Jahrhunderts wird von den Skulpturen des Laurentius von Rom und des heiligen Georg flankiert. Im Altarretabel ist Stephanus dargestellt.